# Mark Sanchez
Mark Travis John Sanchez (Long Beach, 11 novembre 1986) è un ex giocatore di football americano statunitense che ha militato nel ruolo di quarterback nella National Football League (NFL). Fu scelto nel corso del primo giro (5º assoluto) del Draft NFL 2009 dai New York Jets. Al college ha giocato a football per USC. Come professionista ha giocato anche per i Philadelphia Eagles, Denver Broncos, Dallas Cowboys, i Chicago Bears e i Washington Redskins.

## Carriera universitaria
Sanchez ha giocato con gli USC Trojans, squadra rappresentativa della University of Southern California.
Dopo solo un anno da titolare il 15 gennaio 2009 Mark annunciò l'intenzione di partecipare al Draft NFL 2009, nonostante la disapprovazione del suo allenatore, Pete Carroll, che non lo riteneva ancora pronto per la NFL.

## Carriera professionistica

### New York Jets

#### Stagione 2009
Al draft NFL 2009 fu selezionato come quinta scelta assoluta dai Jets. Il 10 giugno 2009 firmò un contratto di 5 anni per 50 milioni di dollari, di cui 28 garantiti. Debuttò nella NFL il 13 settembre 2009 contro gli Houston Texans indossando la maglia numero 6 e passando il suo primo touchdown dopo una ricezione di 30 yard di Chansi Stuckey coi Jets che vinsero 24-7. Mark nella sua stagione da rookie giocò tutti gli incontri tranne uno per un lieve stiramento al legamento posteriore crociato e l'allenatore Rex Ryan lo mise a riposo precauzionale contro i Tampa Bay Buccaneers. La sua annata terminò con 2.444 yard passate, 12 touchdown e 20 intercetti, coi Jets che si qualificarono per i playoff.

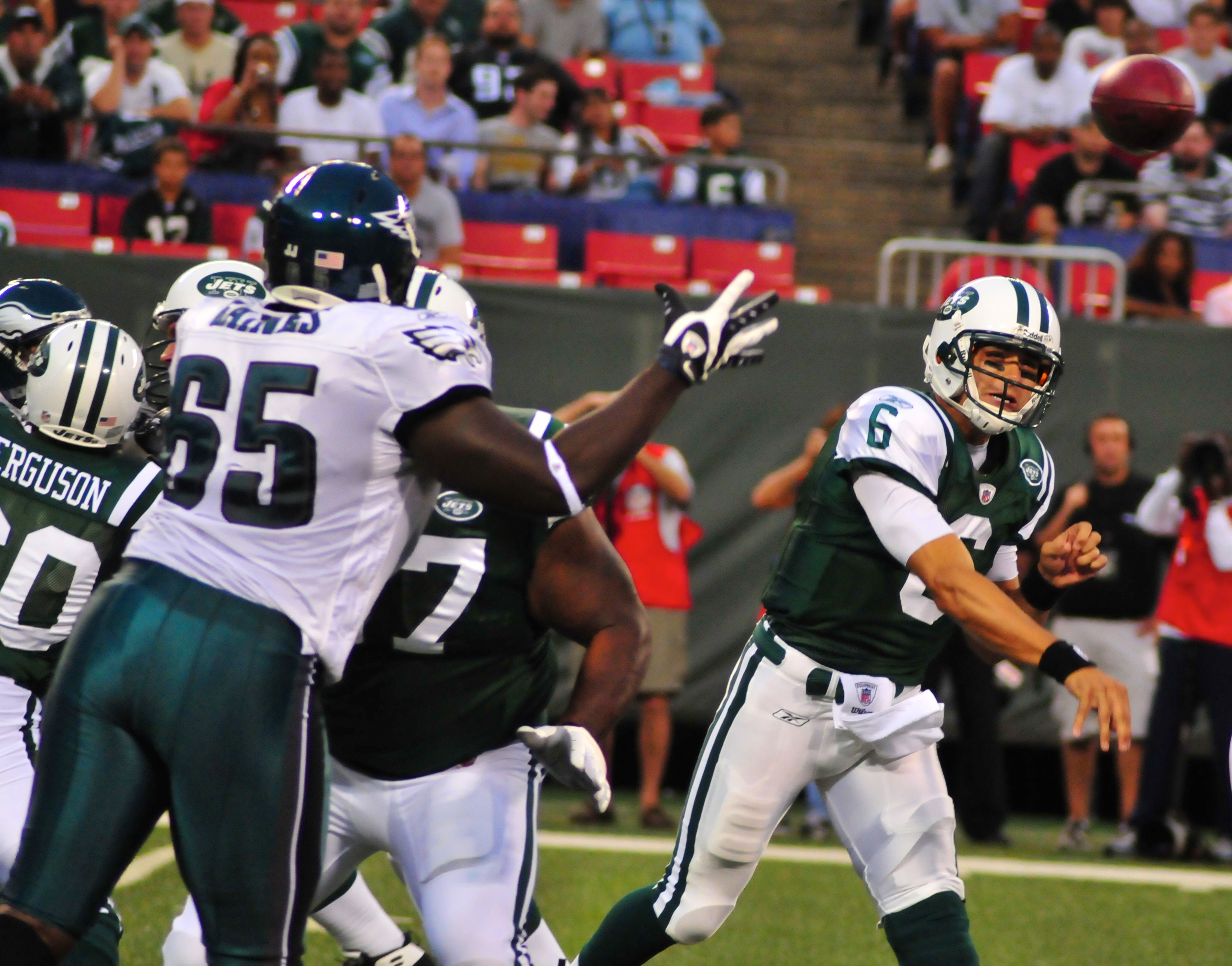
Sanchez nella pre-stagione 2009.

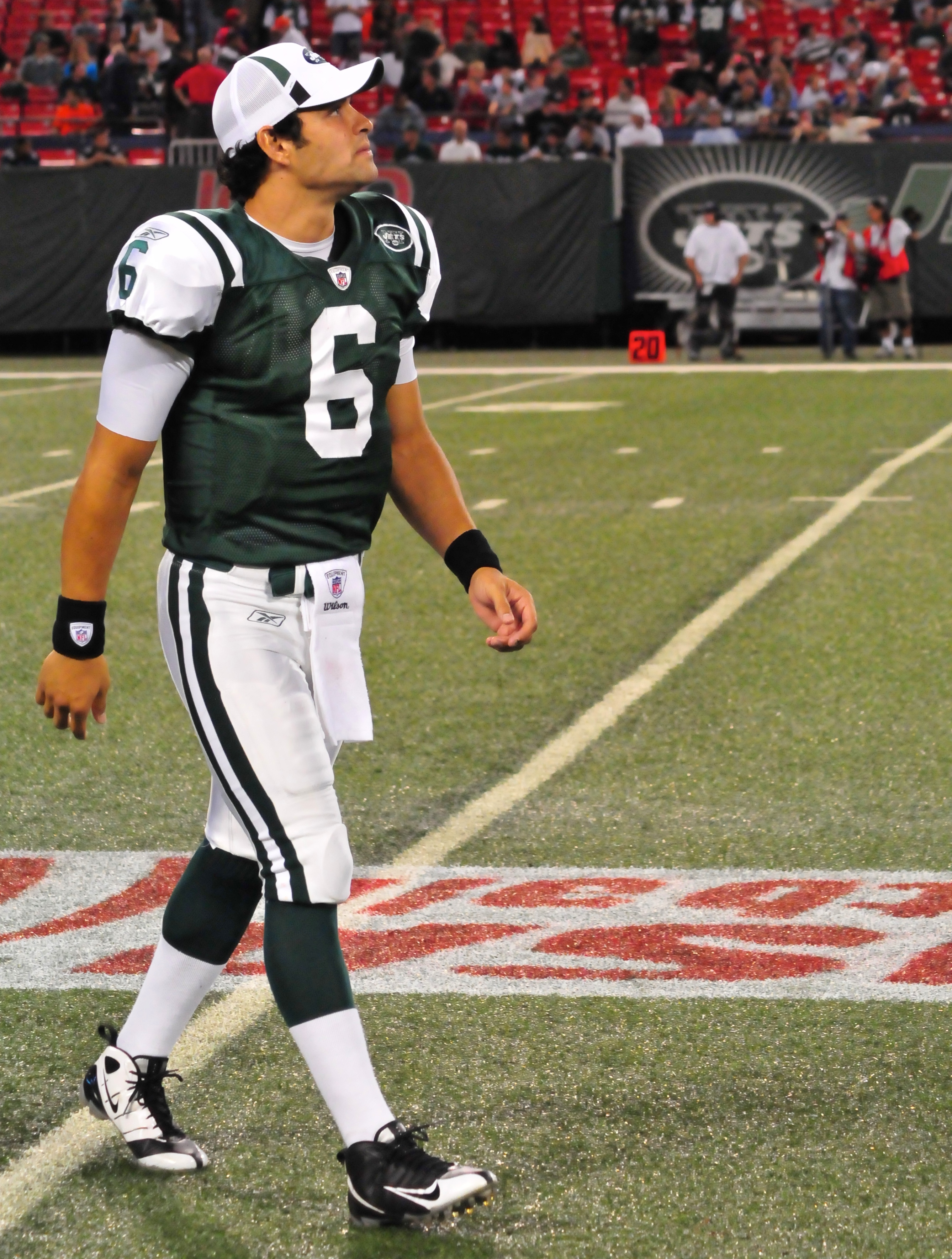
Sanchez nel settembre 2009.

Il 9 gennaio 2010, nel turno della wild card al Paul Brown Stadium, Sanchez guidò i Jets alla vittoria sui Bengals, 24–14, grazie un'ottima prestazione in cui completò 12 passaggi su 15 per 182 yard ed un touchdown con passer rating di 139,4. Sanchez divenne il quarto quarterback nella storia della NFL a vincere la sua gara di debutto come titolare nei playoff ed il secondo in trasferta. Il 17 gennaio 2010 Sanchez, grazie anche all'altro rookie Shonn Greene, superò i favoriti San Diego Chargers 17–14 portando la franchigia alla terza finale della AFC della sua storia, divenendo inoltre il secondo rookie tra i quarterback a vincere due gare consecutive dopo Joe Flacco. Nella sfida coi Colts, Sanchez giocò bene per la prima metà della gara prima di soccombere all'esperta difesa di Indianapolis, sprecando un vantaggio di 11 punti e perdendo 30–17. Sanchez fu inserito nella formazione ideale dei rookie da Sporting News per le sue prestazioni durante la stagione.

#### Stagione 2010
Il 2 febbraio 2010 si fece operare per riparare il legamento della patella del ginocchio sinistro originariamente rotto durante la sua carriera universitaria. I Jets iniziarono la stagione con record di 5-1, anche se Sanchez faticò ad essere preciso nei passaggi. Sanchez giocò la sua prima gara da 300 yard passate contro i Detroit Lions il 7 novembre 2010. Sul record di 10–4, i Jets affrontarono i Chicago Bears il 26 dicembre 2010 con la possibilità di centrare un posto nei playoff. Anche se Sanchez si era infortunato alla spalla nella vittoria contro Pittsburgh la settimana precedente, egli partì titolare completando 24 passaggi su 37 per un touchdown e un intercetto. I Jets persero la partita 38–31 dopo una rimonta originata dall'intercetto di Sanchez. A causa della contemporanea sconfitta dei Jacksonville Jaguars però, i Jets si qualificarono per i playoff. Sanchez terminò la stagione con 3.291 yards, 17 touchdown e 13 intercetti.
I Jets terminarono la stagione con un record di 11–5 ed entrarono nel turno delle wild card contro gli Indianapolis Colts in una rivincita della scorsa finale della AFC. Anche se Sanchez ebbe una prestazione sotto la media completando 18 passaggi su 31 con un intercetto, egli guidò la squadra nella rimonta dei minuti finali culminata col field goal vincente di Nick Folk mentre il tempo stava scadendo. I Jets nel turno successivo affrontarono i New England Patriots nel divisional round superando i nettamente i favoriti Patriots per 28–21, con Sanchez che completò 16 dei suoi 25 passaggi per 194 yard e 3 touchdown. Con la vittoria, Sanchez raggiunse Len Dawson, Roger Staubach, Jake Delhomme e Flacco per il secondo maggior numero di vittorie in trasferta per un quarterback nella storia della NFL. La squadra si qualificò alla finale della AFC per il secondo anno consecutivo per affrontare i Pittsburgh Steelers il 23 gennaio 2011. Dopo essere stati in svantaggio 24–3 alla fine del primo tempo, la squadra, guidata da Sanchez, recuperò quasi tutto il divario finendo per perdere 24–19, senza riuscire a concretizzare il drive vincente.

#### Stagione 2011

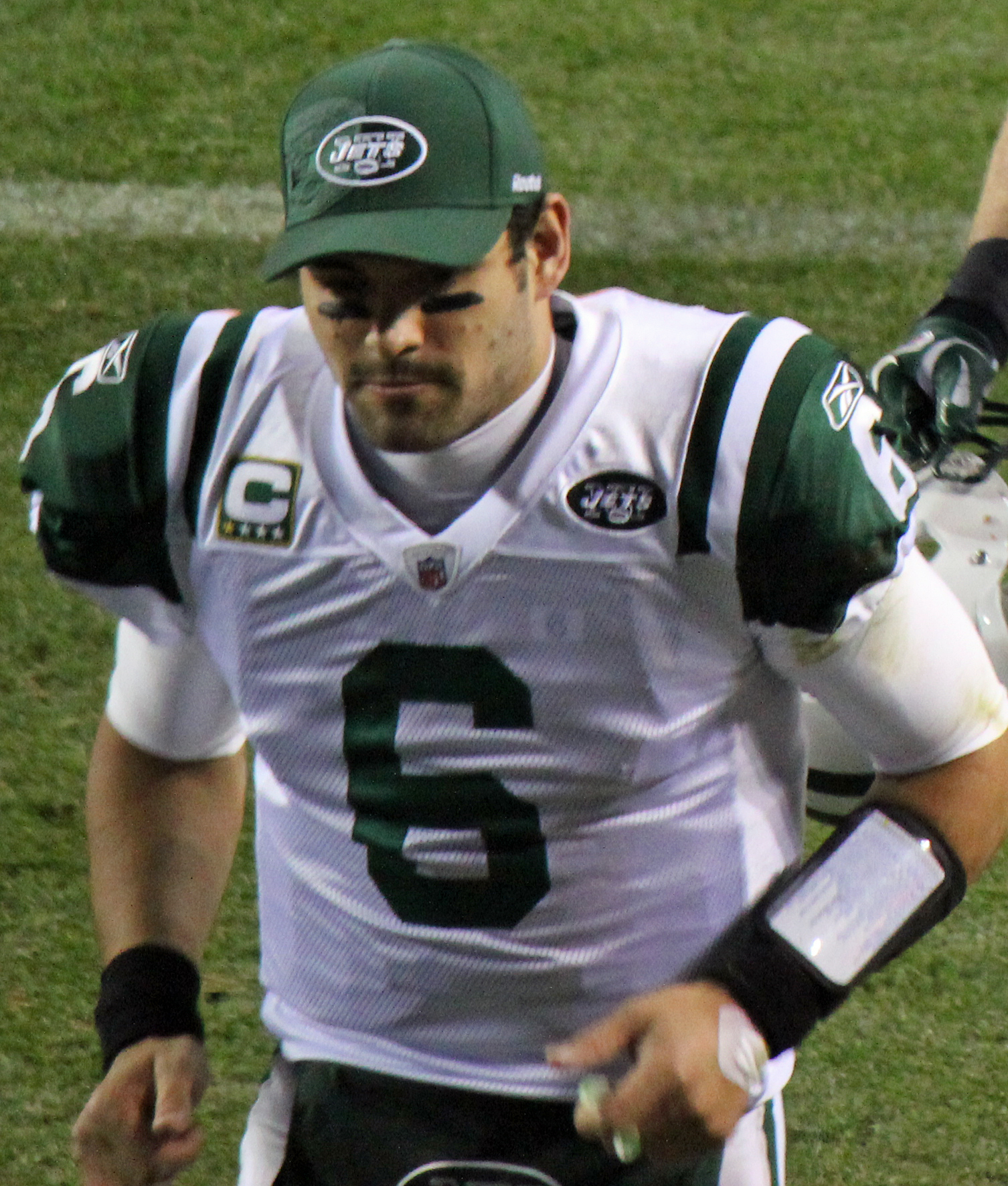
Mark Sanchez il 17 novembre 2011

Prima dell'inizio della stagione 2011, l'allenatore Rex Ryan nominò Sanchez capitano della squadra. I Jets partitono nella stagione con un record di 2-3. La squadra iniziò a cambiare la propria filosofia di gioco basata soprattutto sulle corse e iniziò a passare la palla più spesso. L'attacco soffrì però questo aggiustamento. I ricevitori Plaxico Burress, Santonio Holmes e Derrick Mason si rivolsero a Ryan per mettere in discussione il sistema di gioco del coordinatore difensivo Brian Schottenheimer dal momento che sia Holmes che Mason ricevevano in media solo 3 palloni mentre Burress solo 2,5 nel corso di quattro partite. Inoltre, Sanchez attirò su di sé le critiche per le difficoltà incontrate nel far arrivare la palla ai ricevitori. Le difficoltà culminarono nel momento in cui Holmes lasciò la squadra nella durante la gara finale della stagione contro i Miami Dolphins. Holmes fu messo in panchina nel quarto periodo mentre Sanchez tirò 3 intercetti nella sconfitta dei Jets che li escluse da un posto nei playoff per la prima volta in carriera per Sanchez. Dal punto di vista statistico, Sanchez ebbe numeri simili ad Eli Manning quando questi concluse il suo terzo anno di football professionistico ma le lamentele sul fatto che Sanchez fosse semplicemente un quarterback inefficiente si moltiplicarono. Dopo la fine della stagione, Sanchez fu criticato da anonimi compagni di squadra per la sua scarsa etica lavorativa e per la sua mancanza di progressi, fatti che invece furono negati da altri compagni di squadra.

#### Stagione 2012
Dopo ricorrenti voci che volevano i Jets interessati allo svincolato Peyton Manning, il 9 marzo 2012 Sanchez firmò un prolungamento triennale con la franchigia, salendo a cinque anni totali per 58,5 milioni di dollari di cui 20,5 milioni garantiti.
Dopo una pre-stagione segnata dalle critiche all'attacco dei Jets e dalla querelle su chi dovesse essere il quarterback titolare tra Mark e il neo-arrivato Tim Tebow, il 9 settembre, giorno del debutto stagionale, Sanchez iniziò alla grande l'annata. Nella gara contro i Buffalo Bills, dopo un intercetto lanciato nel primo quarto, Mark passò tre touchdown completando 19 passaggi su 27 nella netta vittoria dei Jets per 48-28, un punteggio record per la franchigia in una gara di debutto. Nel turno successivo, i Jets furono sconfitti 27-10 dai Pittsburgh Steelers: Sanchez, dopo un promettente avvio in cui completò 4 passaggi su 5 tentativi e un passaggio da touchdown per Santonio Holmes nel primo drive, non completò più alcun passaggio nelle successive due ore effettive, terminando con 10/27 per 138 yard e un intercetto.
Nella settimana 3, i Jets vinsero ai supplementari contro i Miami Dolphins: Mark passò per 306 yard con un touchdown e subendo 2 intercetti. Nel turno successivo, i Jets subirono una brutta sconfitta per 34-0 contro i San Francisco 49ers: Sanchez passò 103 yard subendo un intercetto e per la terza settimana consecutiva non arrivò a completare il 50 per cento dei suoi passaggi.

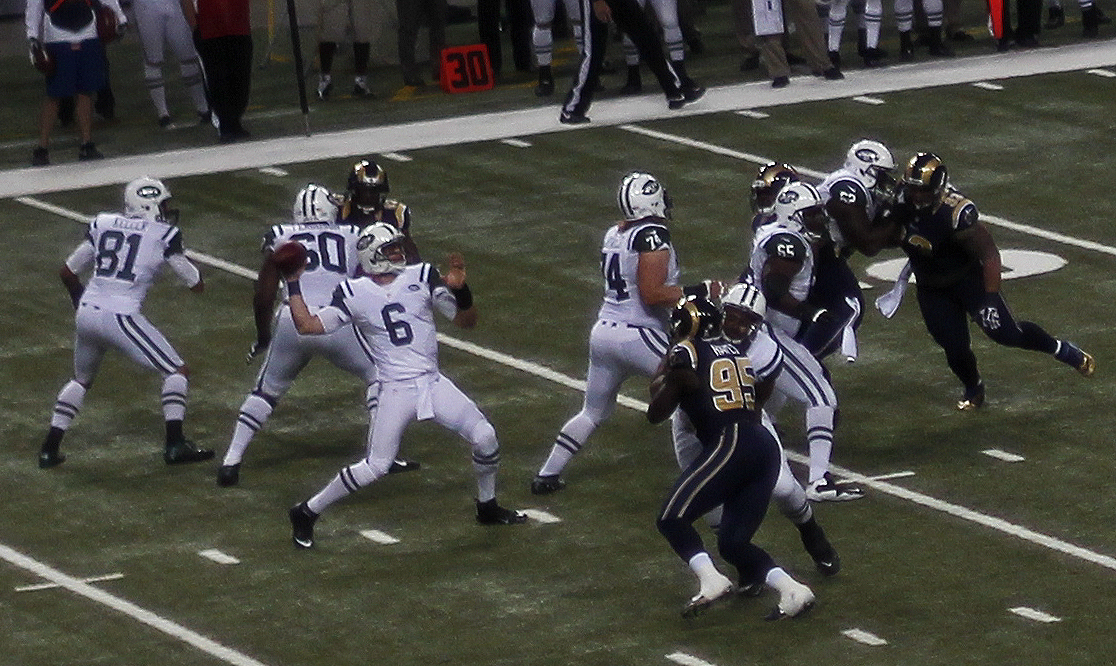
Sanchez nella stagione 2012 contro i Rams.

Nel Monday Night Football della settimana 5 i Jets furono superati dagli Houston Texans con il quarterback che passò 230 yard con 14/31 nei tentativi, un touchdown e due intercetti subiti, di cui uno a due minuti dalla fine che chiuse le speranze di rimonta dei Jets.
La partita successiva andò meglio per i Jets che vinsero nettamente contro gli Indianapolis Colts: Sanchez passò con 11 completi su 18 tentativi per 82 yard, 2 touchdown e nessun intercetto subito. Nella gara successiva i Jets persero ai supplementari coi Patriots con Mark che passò 328 yard, un touchdown e un intercetto.
Nell'ottavo turno della stagione, i Jets persero la quinta gara della stagione coi Dolphins con il quarterback che passò 283 yard con un touchdown e un intercetto. Dopo la settimana di pausa, i Jets persero ancora in casa dei Seahawks allenati dall'ex allenatore di Mark a USC Pete Carroll col quarterback che passò con 9/22 per 124 yard, subendo un intercetto e perdendo un fumble.
Sanchez, in una gara in cui Tebow fu tenuto ai margini, tornò su livelli migliori nella partita seguente vinta contro i St. Louis Rams in cui passò con 15/20 per 178 yard e un touchdown.
Nella gara del Giorno del Ringraziamento, i Jets tornarono a perdere in maniera nettissima contro i Patriots con Sanchez che passò 301 yard, un touchdown e un intercetto. In quella partita, Sanchez fu protagonista in negativo di un curioso fumble, divenuto poi famoso come "Butt Fumble", in cui perse il pallone sbattendo contro la schiena di un suo compagno di squadra; il pallone fu recuperato dai Patriots e ritornato in touchdown.
La gara della settimana 13 contro gli Arizona Cardinals fu a suo modo storica perché per la prima volta l'allenatore dei Jets Rex Ryan mise Sanchez in panchina dopo che questi aveva lanciato 3 intercetti. Con Tebow infortunato, al suo posto entrò il terzo quarterback della franchigia, Greg McElroy, che guidò New York alla vittoria.
Sanchez partì ancora come titolare nella settimana successiva contro i Jaguars, la squadra col peggior record della lega, e malgrado una prova incolore con 111 yard e nessun touchdown, i Jets vinsero mantenendo vive le poche speranze di raggiungere i playoff.
Il regresso del quarterback raggiunse il suo apice nella settimana 15 in cui lanciò quattro intercetti contro i Tennessee Titans, con New York che disse addio ad ogni speranza di playoff perdendo 10-14. Dopo questa partita McElroy fu nominato titolare per la successiva gara contro i San Diego Chargers. Sanchez avrebbe dovuto rimanere in panchina anche nell'ultima gara della stagione regolare, ma una commozione cerebrale subita da McElroy nella gara coi Chargers lo fece tornare titolare. I Jets persero anche quella gara coi Bills con Sanchez che passò 205 yard e un intercetto.

#### Stagione 2013
Dopo essere stato sostituito nelle prime due gare della stagione per un infortunio alla spalla dal rookie Geno Smith, il 14 settembre 2013 Sanchez fu inserito in lista infortunati e il 30 settembre fu annunciato che avrebbe dovuto sottoporsi a un'operazione chirurgica, perdendo l'intera annata.
Il 21 marzo 2014, Sanchez dopo cinque stagioni fu svincolato dai Jets.

### Philadelphia Eagles

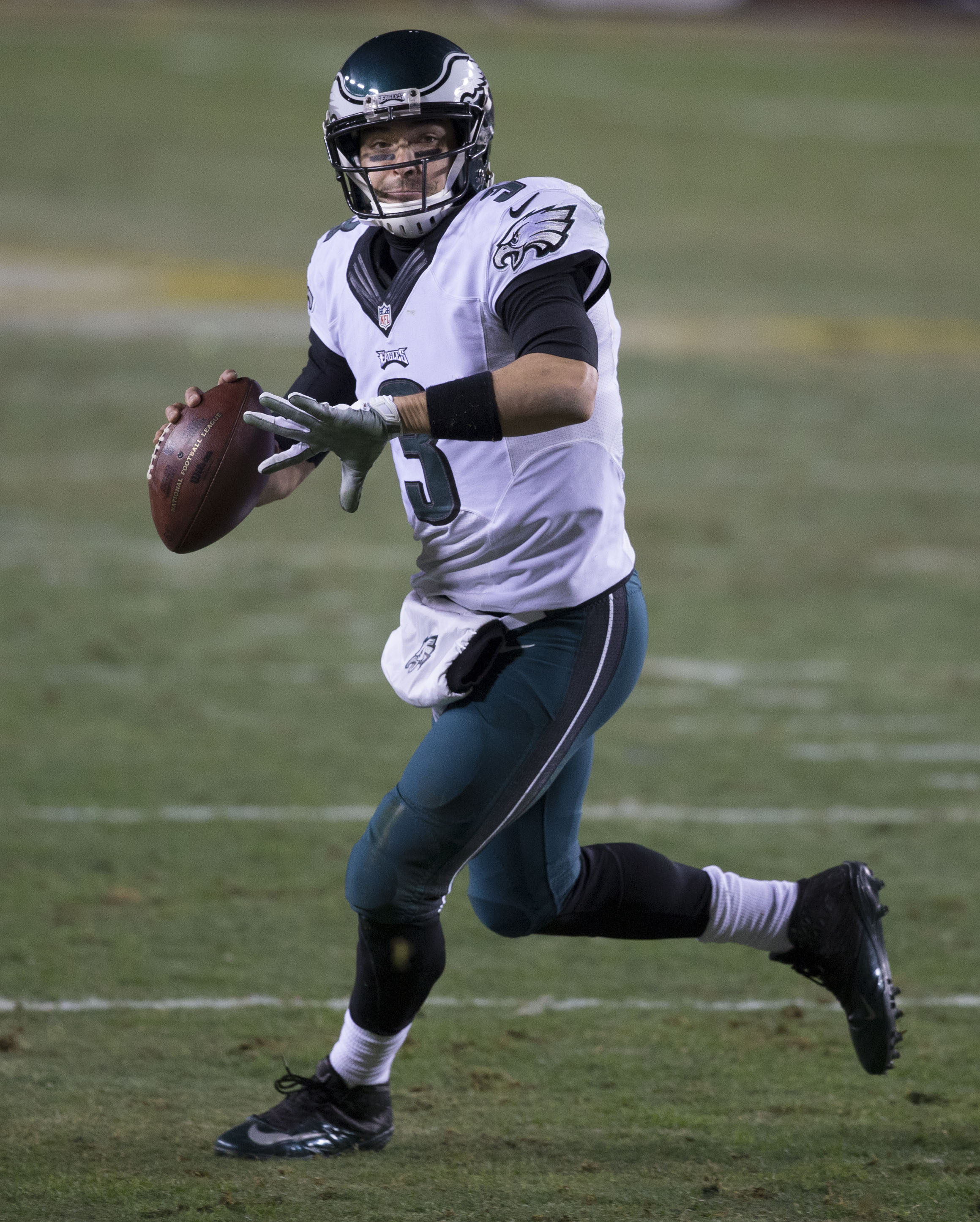
Sanchez nel 2014 contro i Redskins.

Il 27 marzo 2014, Sanchez firmò con i Philadelphia Eagles. Quando il titolare Nick Foles si ruppe una clavicola nel primo tempo della gara della settimana 9 contro i Texans, Sanchez rivide il campo per la prima volta dal 2012, guidando la squadra alla vittoria con 202 yard passate, 2 touchdown e 2 intercetti subiti. Partito come titolare nel Monday Night Football della settimana successiva, guidò Philadelphia a una netta vittoria per 45-21 sui Panthers, passando 332 e 2 touchdown, senza subire intercetti. Dopo una sconfitta coi Packers, Sanchez guidò i suoi alla vittoria sui Titans e con la terza partita consecutiva da oltre 300 yard passate pareggiò il record di franchigia. Quattro giorni dopo, nella gara del Giorno del Ringraziamento, Philadelphia batté in trasferta i Cowboys rivali di division col quarterback che passò 217 yard e un touchdown, oltre a un secondo segnato su corsa, il suo primo dal 2011, rinsaldando la posizione degli Eagles in testa alla division. La serie positiva si interruppe nel turno successivo quando fu tenuto a sole 96 yard passate (con 2 TD e un intercetto) nella sconfitta casalinga contro i Seahawks campioni in carica. Seguirono altre due sconfitte contro Cowboys e Redskins (in cui passò un record personale di 374 yard) che compromisero l'accesso ai playoff degli Eagles. Nell'ultima ininfluente gara della stagione, Philadelphia tornò alla vittoria battendo i Giants con 292 yard, 2 TD e 2 intercetti di Sanchez. La sua annata si chiuse con un record di 4–4 come titolare degli Eagles. Passò 2.418 yard, 14 TD e subì 11 intercetti per un 88,4 di passer rating, il migliore in carriera.
Nel 2015 fu il nuovo arrivo Sam Bradford ad essere nominato quarterback titolare di Philadelphia. Sanchez entrò per la prima volta in campo quando questi si infortunò nel terzo quarto del decimo turno, con la squadra in svantaggio contro i Dolphins. Sul finale del quarto periodo, guidò la squadra fino alla linea delle 8 yard avversaria ma fu intercettato nella end zone da Reshad Jones, vanificando il tentativo di rimonta. Partito come titolare nella settimana successiva passò 2 TD e subì 2 intercetti nella netta sconfitta interna coi Buccaneers. A partire dalla settimana 13, Bradford tornò il partente.

### Denver Broncos
L'11 marzo 2016, Sanchez fu scambiato coi Denver Broncos per una scelta da definire del draft 2017. Dopo che gli fu preferito Trevor Siemian come quarterback titolare per l'inizio della stagione 2016, il 3 settembre Sanchez fu svincolato.

### Dallas Cowboys
Poche ore dopo, Sanchez firmò con i Dallas Cowboys per fungere da riserva del rookie Dak Prescott, nominato titolare dopo l'infortunio del veterano Tony Romo. Nell'unica stagione in Texas disputò due partite come subentrato, subendo due intercetti.

### Chicago Bears
Il 23 marzo 2017, Sanchez firmò un contratto di un anno con i Chicago Bears.

### Washington Redskins
Il 19 novembre 2018, Sanchez firmò con i Washington Redskins dopo che il quarterback titolare Alex Smith soffrì di un infortunio che lo costrinse a terminare la stagione in anticipo. Debuttò con la maglia dei Redskins sostituendo l'infortunato Colt McCoy nella sconfitta 28-13 contro la sua ex squadra, i Philadelphia Eagles. Completò 13 passaggi su 21 tentativi per 100 yard e un intercetto. Dopo la gara fu nominato nuovo titolare  Nella gara tuttavia non brillò subendo 2 intercetti (di cui uno ritornato in touchdown) e venendo messo in panchina con la squadra in svantaggio per 40-0 alla fine del primo tempo. Il giorno successivo Josh Johnson fu nominato titolare per la gara della settimana 15 contro i Jacksonville Jaguars.
Il 23 agosto 2019 Sanchez annunciò il proprio ritiro dopo 8 stagioni da professionista.

## Palmarès
- Rookie della settimana: 3

1ª, 2ª e 3ª settimana della stagione 2009
- PFWA All-Rookie Team - 2009

## Statistiche

### Stagione regolare
Fonte: NFL.com.
| Anno   | Squadra | P           | PT          | Passaggi    | Passaggi    | Passaggi    | Passaggi    | Passaggi    | Passaggi    | Passaggi    | Passaggi    | Corse       | Corse       | Corse       | Corse       | Sack        | Sack        | Fumble      | Fumble      | Record V-S  |
| Anno   | Squadra | P           | PT          | Comp        | Ten         | %           | Yard        | Media       | TD          | Int         | Rat         | Ten         | Yard        | Media       | TD          | Sack        | YP          | Fum         | Fum P       | Record V-S  |
| ------ | ------- | ----------- | ----------- | ----------- | ----------- | ----------- | ----------- | ----------- | ----------- | ----------- | ----------- | ----------- | ----------- | ----------- | ----------- | ----------- | ----------- | ----------- | ----------- | ----------- |
| 2009   | NYJ     | 15          | 15          | 196         | 364         | 53.8        | 2,444       | 6.7         | 12          | 20          | 63.0        | 36          | 106         | 2.9         | 3           | 26          | 195         | 10          | 3           | 8-7         |
| 2010   | NYJ     | 16          | 16          | 278         | 507         | 54.8        | 3,291       | 6.5         | 17          | 13          | 75.3        | 30          | 105         | 3.5         | 3           | 27          | 171         | 9           | 1           | 11-5        |
| 2011   | NYJ     | 16          | 16          | 308         | 543         | 56.7        | 3,474       | 6.4         | 26          | 18          | 78.2        | 37          | 103         | 2.8         | 6           | 39          | 243         | 10          | 8           | 8-8         |
| 2012   | NYJ     | 15          | 15          | 246         | 453         | 54.3        | 2,883       | 6.4         | 13          | 18          | 66.9        | 22          | 28          | 1.3         | 0           | 34          | 209         | 14          | 8           | 6-9         |
| 2013   | NYJ     | Infortunato | Infortunato | Infortunato | Infortunato | Infortunato | Infortunato | Infortunato | Infortunato | Infortunato | Infortunato | Infortunato | Infortunato | Infortunato | Infortunato | Infortunato | Infortunato | Infortunato | Infortunato | Infortunato |
| 2014   | PHI     | 9           | 8           | 198         | 309         | 64.1        | 2,418       | 7.8         | 14          | 11          | 88.4        | 34          | 87          | 2.6         | 1           | 23          | 151         | 7           | 3           | 4-4         |
| 2015   | PHI     | 4           | 2           | 59          | 91          | 64.8        | 616         | 6.7         | 4           | 4           | 80.7        | 6           | 22          | 3.7         | 0           | 9           | 54          | 1           | 1           | 0-2         |
| 2016   | DAL     | 2           | 0           | 10          | 18          | 55.6        | 93          | 5.2         | 0           | 2           | 30.3        | 4           | −2          | −0.5        | 0           | 3           | 25          | 0           | 0           | -           |
| 2017   | CHI     | DNP         | DNP         | DNP         | DNP         | DNP         | DNP         | DNP         | DNP         | DNP         | DNP         | DNP         | DNP         | DNP         | DNP         | DNP         | DNP         | DNP         | DNP         | DNP         |
| 2018   | WAS     | 2           | 1           | 19          | 35          | 54.3        | 138         | 3.9         | 0           | 3           | 28.0        | 1           | 8           | 8.0         | 0           | 7           | 42          | 1           | 0           | 0-1         |
| Totale | Totale  | 79          | 73          | 1,314       | 2,320       | 56.6        | 15,357      | 6.6         | 86          | 89          | 73.2        | 170         | 457         | 2.7         | 13          | 168         | 1,090       | 52          | 24          | 37-36       |

### Playoff
| Anno   | Squadra | P   | PT  | Passaggi | Passaggi | Passaggi | Passaggi | Passaggi | Passaggi | Passaggi | Passaggi | Corse | Corse | Corse | Corse | Sack | Sack | Fumble | Fumble | Record V-S |
| Anno   | Squadra | P   | PT  | Comp     | Ten      | %        | Yard     | Media    | TD       | Int      | Rat      | Ten   | Yard  | Media | TD    | Sack | YP   | Fum    | Fum P  | Record V-S |
| ------ | ------- | --- | --- | -------- | -------- | -------- | -------- | -------- | -------- | -------- | -------- | ----- | ----- | ----- | ----- | ---- | ---- | ------ | ------ | ---------- |
| 2009   | NYJ     | 3   | 3   | 41       | 68       | 60.3     | 539      | 7.9      | 4        | 2        | 92.7     | 6     | −2    | −0.3  | 0     | 1    | 7    | 0      | 0      | 2–1        |
| 2010   | NYJ     | 3   | 3   | 54       | 89       | 60.9     | 616      | 6.9      | 5        | 1        | 97.3     | 5     | 11    | 2.2   | 0     | 3    | 19   | 1      | 0      | 2–1        |
| 2016   | DAL     | DNP | DNP | DNP      | DNP      | DNP      | DNP      | DNP      | DNP      | DNP      | DNP      | DNP   | DNP   | DNP   | DNP   | DNP  | DNP  | DNP    | DNP    | DNP        |
| Totale | Totale  | 6   | 6   | 95       | 157      | 60.5     | 1,155    | 7.36     | 9        | 3        | 94.3     | 11    | 9     | 0.8   | 0     | 4    | 26   | 1      | 0      | 4–2        |